# 1092 هـ
ألف واثنان وتسعون 1092 هـ هي سنة في التقويم الهجري امتدت مقابلةً في التقويم الميلادي بين سنتي 1681 و1682.

## وفيات
- أحمد ابن أبي الرجال